# KLT-40 (原子炉)
KLT-40はロシアの船舶用原子炉で、原子力砕氷船（コンテナ船兼ラッシュ船）セブモルプーチ（KLT-40、135MWth）およびタイミール級砕氷船（KLT-40M、171MWth）に搭載されている。濃縮度30-40%または90%のウラン235を用いる加圧水型炉で、熱出力135-171MWthを発生する。
KLT-40Sは世界初の水上原子力発電所アカデミック・ロモノソフに搭載するために改良されたもので、OKBMアフリカントフが開発し、NMZが製造する。KLT-40Sは、国際的な核拡散基準に適合する14.1%の低濃縮ウラン燃料を使用して熱出力150MW（熱効率35%で電気出力52MW相当）を発生する。

## 注記
1. ↑  90 % according to information provided to Norwegian government in 1990, 30–40 % according to Bellona Foundation citing communication with Murmansk Shipping Company. (Diakov, Anatoli C. et al.)